# Камай, Гильм Хайревич
Гильм Хайревич Кама́й (1901—1970) — советский учёный, первый из татар профессор-химик, ученик, а затем ближайший сотрудник и последователь академика А. Е. Арбузова.

## Биография
Родился в Тетюшах (ныне Татарстан) 10 (23 февраля) 1901 года в семье волжского грузчика. Рано начал работать, был погонщиком лошадей, носильщиком ручной клади, подручным у извозчика и т. д. Грамоте учился самостоятельно, а начальное обучение проходил лишь урывками, посещая русско-татарскую школу. С четырнадцати лет работал с артелью рабочих на строительстве Волжско-Бугульминского моста около Симбирска (ныне Ульяновск). Накопив немного денег, поехал в Казань, где в 1916 году с большим трудом поступил в татарскую учительскую школу, переименованную позднее в семинарию. После Октябрьской революции 1917 года Камай занимался комсомольской и партийной работой, воевал, боролся против колчаковских и семеновских банд на Алтае, штурмовал Перекоп.
В 1922 году Камай поступил на химическое отделение физико-математического факультета Томского университета. Совмещая учёбу с работой, по поручению Сибирского отдела народного образования он организовал Сибирский тюрко-татарский педагогический техникум и заведовал им. В университете он учился успешно и специализировался по химии ароматических соединений и красящих веществ. После окончания учёбы Камай был направлен в аспирантуру Казанского университета к профессору А. Е. Арбузову. Татарской республике были нужны свои национальные кадры. Известно, что за весь дореволюционный период существования Императорского Казанского университета в числе его выпускников было всего лишь несколько татар, причем ни одного химика. В годы аспирантуры Камай занимался изучением органических производных тиокислот фосфора.
По окончании аспирантуры и защиты диссертации Г. Камая избирают заместителем декана физико-математического факультета КГУ, а в 1929 году его направляют за границу. Камай поехал в Германию, в Тюбингенский университет, и там показал себя как хорошо подготовленный к научно-исследовательской работе ученый-химик, чем удивил немецких профессоров.
В Казань Камай вернулся вполне сложившимся научным работником. В это время в Казани, на базе Казанского политехнического института и химического отделения физико-математического факультета КГУ, создается химико-технологический институт, и Г. Камай назначается заведующим учебной частью нового института, а также доцентом кафедры промежуточных продуктов и красителей. Вскоре его избирают профессором. Со свойственной ему энергией и энтузиазмом он принимается за научно-исследовательскую, педагогическую и общественную работу.
С 1935 года по 1937 год Г. Камай был ректором Казанского университета (самым молодым ректором в истории КГУ). Все эти годы он занимался исследованиями в области соединений фосфора и мышьяка.
Активно участвовал в работе казанского Дома учёных, добился предоставления Дому нового здания.
В сентябре 1937 году Камай в числе других казанских ученых был арестован, а в 1939 году освобожден. После освобождения и до конца жизни работал в КХТИ, где основал кафедру технологии органического синтеза (ныне — технологии основного органического и нефтехимического синтеза им. проф. Г. Х.  Камая). 
В 1941 году он защитил докторскую диссертацию. В годы Великой Отечественной войны Г. Камай вместе со своим учителем академиком А. Е. Арбузовым и доцентом А. И. Разумовым много и успешно работал в области специальных разделов органического синтеза, имеющих важное промышленное и оборонное значение.
В послевоенные годы научная деятельность Г. Камая значительно расширяется. В 1946 году он становится ученым секретарем Казанского филиала АН СССР, научным руководителем одной из исследовательских групп Химического института КФАН, избирается заведующим кафедрой технологии основного органического синтеза КХТИ. Он добивается значительных успехов в исследовании фосфорорганических соединений: впервые в мире ему удается получить новый тип соединений, содержащих простую связь мышьяк-фосфор. Реакция эта была названа именем Камая. Открытие имело не только теоретический, но и практический интерес, так как могло быть использовано для получения важных для народного хозяйства продуктов — присадок к смазочным маслам, инсектицидов, пластификаторов высокомолекулярных соединений. Результатами его научной деятельности явились 356 публикаций и 35 авторских свидетельств, в Казани была создана научная школа химии мышьякорганических соединений
Умер 13 марта 1970 года от инфаркта миокарда. Похоронен в Казани на Татарском кладбище.

## Награды и премии
- заслуженный деятель науки и техники РСФСР (1961)
- заслуженный деятель науки и техники ТАССР (1944)
- Сталинская премия третьей степени (1952) — за исследования в области органических соединений мышьяка и фосфора, изложенные в серии статей, опубликованных в журналах «Доклады Академии наук СССР» и «Журнал общей химии» (1949—1951)
- два ордена Ленина
- три ордена Трудового Красного Знамени
- орден «Знак Почета»
- медали

## Память
Его именем в 1971 года названа улица в Приволжском районе Казани.
На родине Камая в Тетюшах его имя носит одна из школ.
В музее истории КНИТУ действует постоянная экспозиция, посвящённая Камаю.
В 1978 года на здании КХТИ (ныне Казанский национальный исследовательский технологический университет), что на углу улиц К. Маркса и Л. Н. Толстого, около мемориальной доски с именем А. Е. Арбузова была прикреплена доска с именем его достойного ученика, коллеги и последователя — Гильма Хайревича Камая.
Кафедре технологии основного органического и нефтехимического синтеза КНИТУ присвоено имя профессора Г. Х. Камая. 